# Thymobares capensis
Thymobares capensis är en insektsart som först beskrevs av Frederick Arthur Godfrey Muir 1929.  Thymobares capensis ingår i släktet Thymobares och familjen sporrstritar. Inga underarter finns listade i Catalogue of Life.